# Hori-kawa
Pour les articles homonymes, voir Kawa.
Le fleuve Hori (堀川, Hori-kawa) est un cours d'eau du Japon s'écoulant au cœur de la ville de Nagoya, dans l'arrondissement de Naka, dans la préfecture d'Aichi.